# Rambo III.
A Rambo III 1988-ban bemutatott amerikai akciófilm, a Rambo-sorozat harmadik része. 1988. május 25-én mutatták be a mozikban. A film regényváltozatát az a David Morrell írta, aki már az első rész alapanyagát is papírra vetette.
Beharangozó reklámszövegek:
- Ellenséges vonalak mögött. Egyes egyedül.
- Először magáért harcolt. Aztán a hazájáért. És most a barátjáért.

## Történet
|  | Alább a cselekmény részletei következnek! |

John Rambót ismét egykori parancsnoka és egyetlen jóbarátja, Trautman keresi fel egy új akció ajánlatával. Rambónak ezúttal egy fegyverszállító küldetés biztosítása lenne a feladata – az amerikaiak titokban Stinger rakétákkal szeretnék felszerelni a szovjet megszállók ellen harcoló afgán csapatokat. Rambo azonban nemet mond – számára minden háború véget ért…
Nem sokkal később tudomást szerez arról, hogy a fegyverszállítmány nem ért célba – az oroszok lecsaptak az egységre. Trautman is fogságba esett…
Rambo pénzért nem volt hajlandó újra fegyvert ragadni, de barátja életéért bármire képes. Megkezdi az egyszemélyes kommandót és könyörtelenül elpusztít mindent ami az útját állja…
|  | Itt a vége a cselekmény részletezésének! |

## Érdekességek
- Rambo azzal a lóval vágtat, ami az Indiana Jones és az utolsó kereszteslovag című filmben is szerepel.
- A film 108 halálos áldozatával 1990-ben bekerült a Guinness Rekordok Könyvébe, mint a legerőszakosabb film.
- A film 63 millió dolláros költségvetésével a legdrágább film volt akkoriban.
- A filmet a „Hősi halottak emléknapján” mutatták be.
- A forgatás helyszínéül az afgán határt választották, mivel Stallone úgy gondolta, hogy nem lett volna hiteles a film, ha azt a Las Vegas-i sivatagban veszik fel.

## Bevétel
- USA bevétel: 53 715 611 dollár
- Külföldi bevétel: 135 300 000 dollár
- Nemzetközi bevétel: 189 015 611 dollár